# 南石井駅
南石井駅（みなみいしいえき）は、福島県東白川郡矢祭町大字下石井にある、東日本旅客鉄道（JR東日本）水郡線の駅である。

## 歴史
請願駅として地元の負担で建設された。

### 年表
- 1957年（昭和32年）8月1日：開業[2][3]。気動車の旅客のみを取り扱う駅員無配置駅[4]。
- 1987年（昭和62年）4月1日：国鉄分割民営化により、JR東日本の駅となる[2]。

## 駅構造
単式ホーム1面1線を有する地上駅である。駅舎はなく、ホーム上に待合室があるのみである。
水郡線統括センター（常陸大子駅）管理の無人駅である。

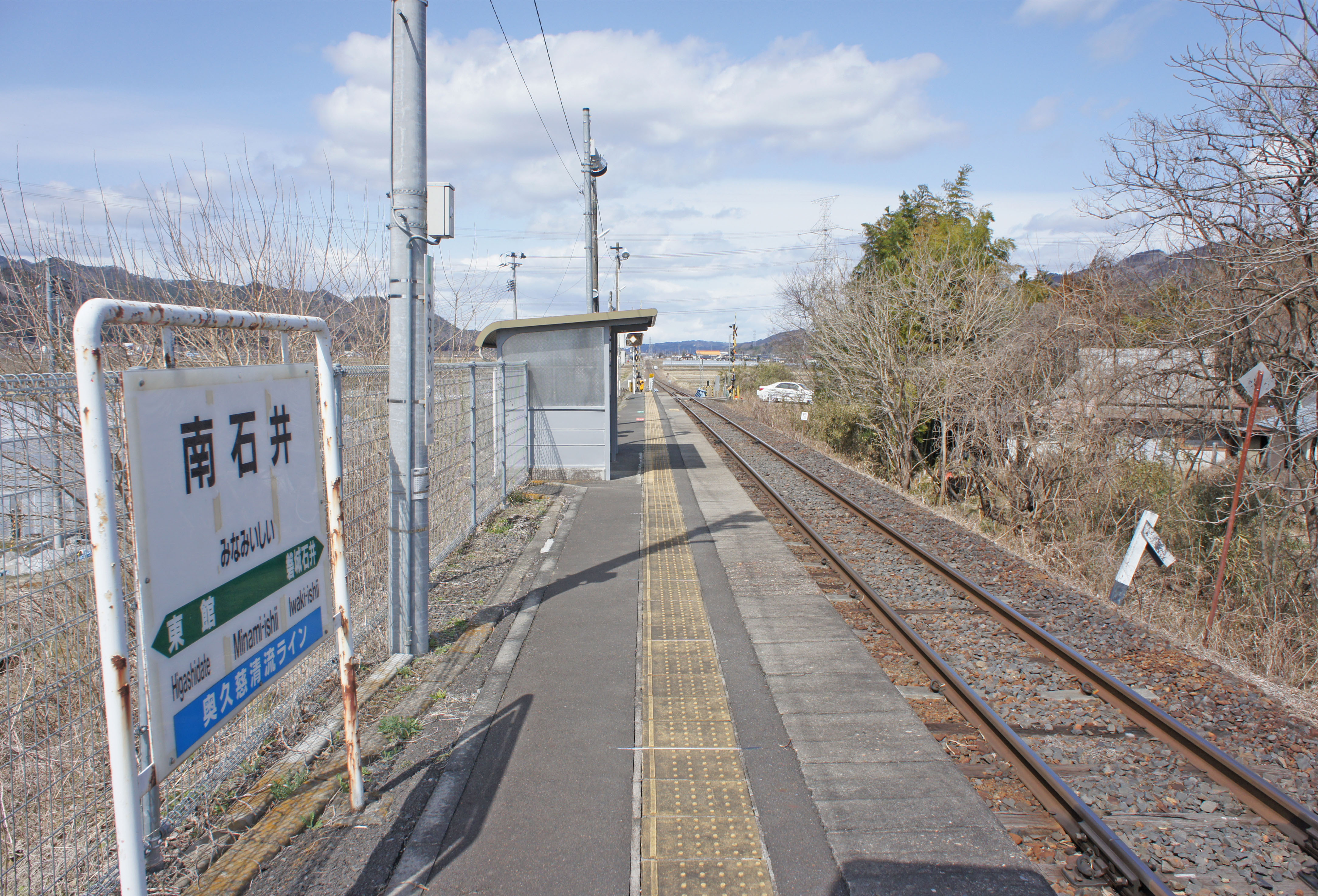
ホーム（2022年3月）
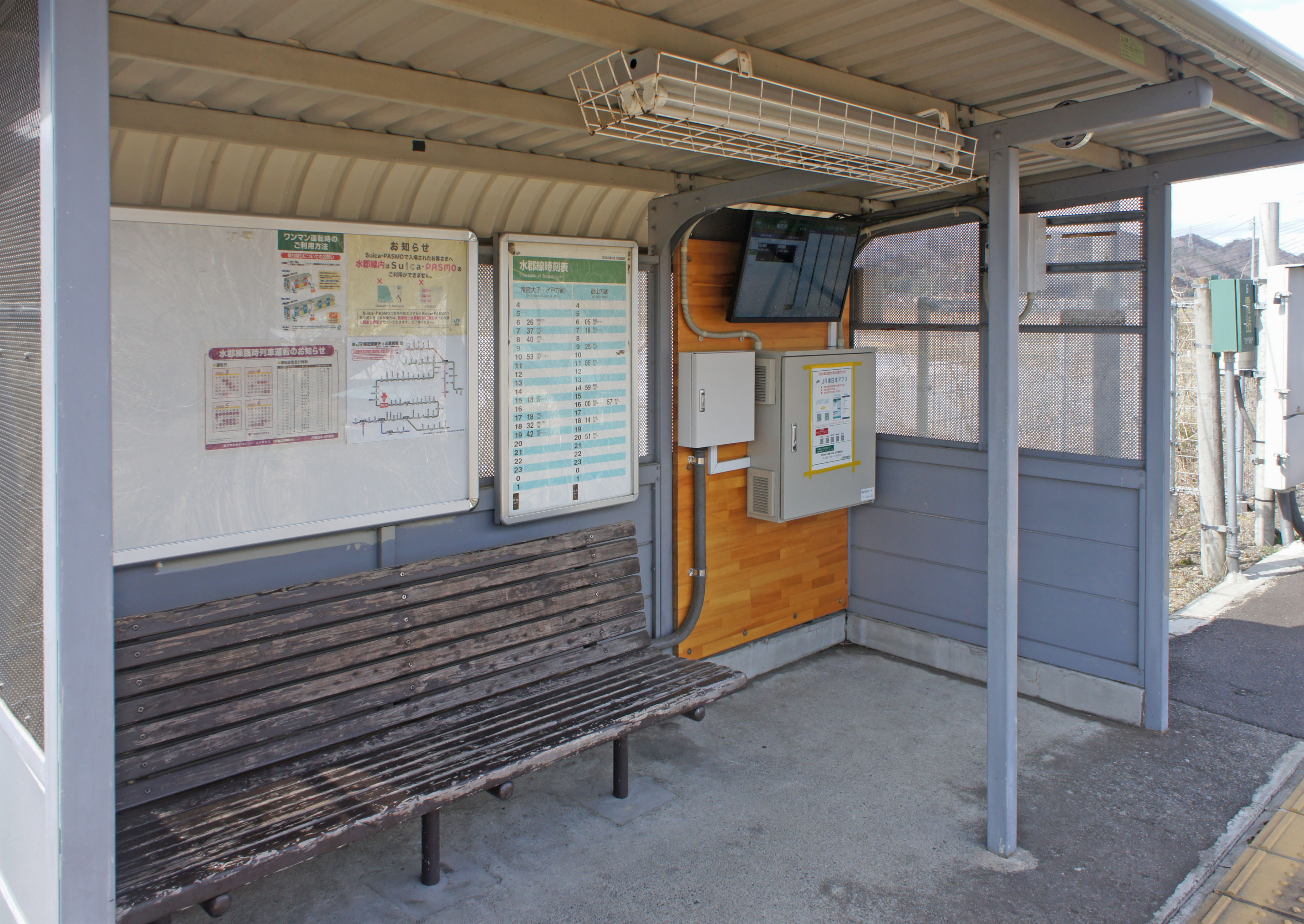
待合室（2022年3月）

## 利用状況
「福島県統計年鑑」によると、2000年度（平成12年度）- 2004年度（平成16年度）の1日平均乗車人員の推移は以下のとおりであった。
| 乗車人員推移       | 乗車人員推移     | 乗車人員推移 |
| 年度               | 1日平均 乗車人員 | 出典         |
| ------------------ | ---------------- | ------------ |
| 2000年（平成12年） | 41               | [ 5 ]        |
| 2001年（平成13年） | 38               | [ 6 ]        |
| 2002年（平成14年） | 33               | [ 7 ]        |
| 2003年（平成15年） | 30               | [ 8 ]        |
| 2004年（平成16年） | 27               | [ 9 ]        |

## 駅周辺
周辺には田畑が多いが、東側には住宅や商店が立ち並んでいる。
- 石井郵便局
- 国道118号（茨城街道）
- 福島県道230号矢祭山八槻線
- 福島県道379号矢祭棚倉自転車道線
- 久慈川
- 大内沢
- 矢祭町役場下石井多目的共同利用施設
- 木村医院
- 福島交通「大内沢」停留所

## 隣の駅
東日本旅客鉄道（JR東日本）
■水郡線
東館駅 - 南石井駅 - 磐城石井駅